# Waschschüssel

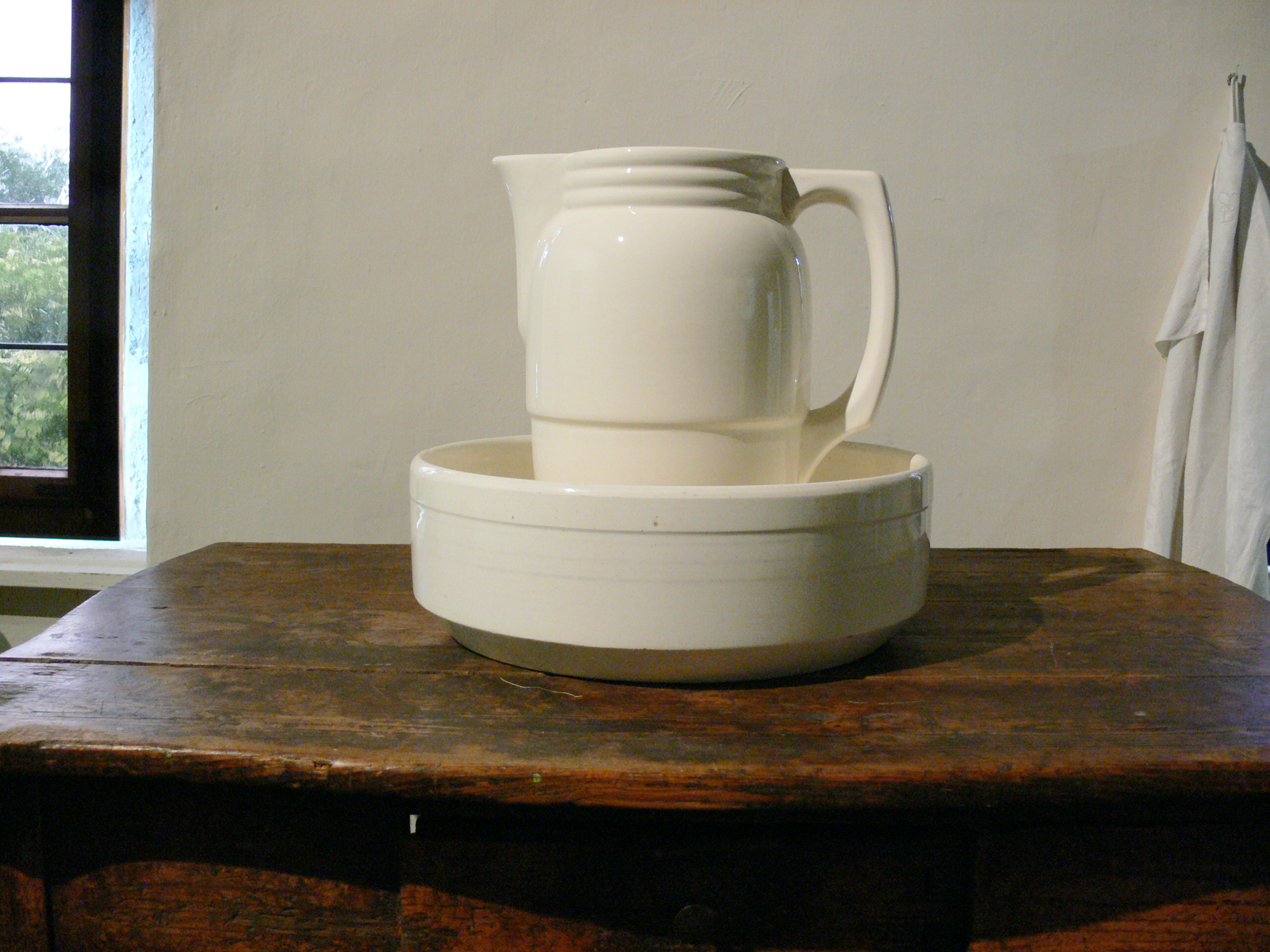
Waschschüssel mit Krug, Keramik (Museum für Thüringer Volkskunde Erfurt)

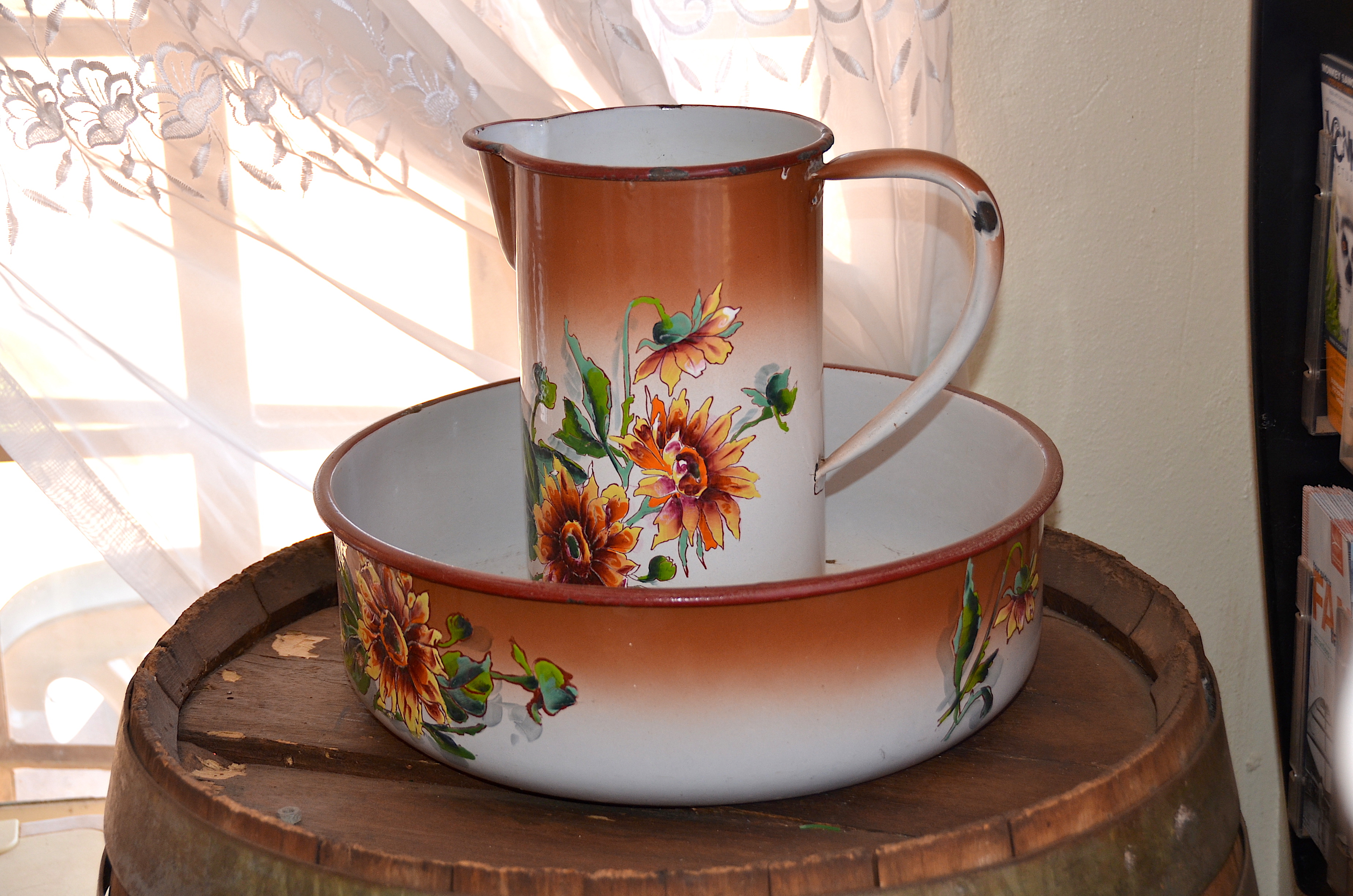
emaillierte Waschschüssel mit Wasserkrug

Eine Waschschüssel (österr.: Lavoir) ist ein Behälter aus Keramik, Edelstahl oder Kunststoff, der heutzutage dabei hilft, einen bettlägerigen Patienten zu waschen. 
In früheren Zeiten, vor der Einführung von Hausanschlüssen, wurden Waschschüsseln in Schlafzimmern und Bädern zusammen mit einem Wasserkrug zur morgendlichen Körperpflege benutzt, weil fließendes Wasser nicht vorhanden war und warmes Wasser erst auf dem Herd vorbereitet werden musste. Früher gab es hauptsächlich emaillierte Waschschüsseln oder solche aus Keramik. 
Waschschüsseln können in Reinigungsdesinfektionsautomaten gespült und desinfiziert werden.